# Zingiber stipitatum
Zingiber stipitatum är en enhjärtbladig växtart som beskrevs av Shao Quan Tong. Zingiber stipitatum ingår i släktet Zingiber och familjen Zingiberaceae. Inga underarter finns listade i Catalogue of Life.